# Грампиански планини
Грампианските планини (на шотландски келтски: Am Monadh, на английски: Grampian Mountains) са планини в Шотландия и са най-високите планини на Великобритания и Северна Ирландия. Разположени са в централната част на Шотландия между долината-грабен Глен Мор на северозапад и Средношотландската низина на юг. На север и изток достигат до бреговете на Северно море, а на югозапад – до Атлантическия океан. Планините се явяват най-високата част на Северошотландската планинска земя. Простират се от югозапад на североизток на протежение около 250 km, ширина до 120 km и обхващат почти половината от площта на Шотландия. Най-високият връх на Британските острови, Бен Невис (1343 m), се намира в региона Лохабер, а на изток е вторият по височина връх - Бен Макдуи (1309 m), в региона Каирнгорм. Изградени са от кристалинни и метаморфни скали – гранит, гнайс, мрамор и кварц. Билната им повърхност е предимно слабо вълниста, разчленена от тесни речни долини и езерни котловини, заложени в тектонските разломи. Широко разпространение имат формите на ледниковата екзарация. Климатът е умерен океански с мека зима и прохладно лято. Годишна сума на валежите над 1000 mm. От тях водят началото си много реки: Спей на север, Дон и Дий на изток, Тей на югоизток. Множество дълги и тесни езера: Лох О, Лох Ерихт, Лох Ранох, Лох Тей и др. Обширни плоши са заети от торфища, тресавища, мочурища и планински пасища.